# Lộng hành thiên hạ
Lộng Hành Thiên Hạ (tên chính thức: 龙行天下) là bộ phim võ thuật Hồng Kông, được đạo diễn Từ Khắc sản xuất vào năm 1989, với sự tham gia của các diễn viên Lý Liên Kiệt, Nguyên Hoa và một số diễn viên khác. Phim được phát hành tại Hồng Kông vào năm 1989, tuy nhiên không được phát hành tại các nước phương tây, mãi cho đến khi bộ phim Hoàng Phi Hồng thành công vào năm 1992.

## Nội dung
Ở Los Angeles, võ sư người Hoa tên Trần Hậu Đức giao đấu với tên côn đồ Johnny. Vụ ẩu đả này đã gây ra nhiều thiệt hại cho tiệm thuốc Bắc của ông Đức. Cô gái Anna đã giúp ông Đức chạy thoát khỏi Johnny. Trong thời gian hồi phục, ông Đức ở trong nhà di động của Anna. Anna là học sinh của trường thể dục nhưng đã bị huấn luyện viên đuổi học vì cô đánh một bạn cùng lớp.
A Kiệt, đệ tử của ông Đức, từ Hồng Kông đến Mỹ để tìm sư phụ. Lúc xuống xe buýt, anh bị ba kẻ trộm giật cái túi và phải chạy bộ đuổi theo xe của họ. Ấn tượng trước kỹ năng của Kiệt, ba kẻ trộm xin anh nhận họ làm đệ tử. Sau đó một băng đảng khác đánh đập ba kẻ trộm, Kiệt thấy vậy liền bảo vệ ba người bạn mới. Kiệt đến tiệm thuốc của ông Đức thì thấy nơi đây đã bị niêm phong.
Kiệt gặp A Mỹ, một nhân viên ngân hàng xử lý khoản vay thế chấp của ông Đức. Cuối cùng Kiệt gặp được Anna rồi đoàn tụ với ông Đức. Trong khi đó, Johnny đã hạ gục nhiều võ sư trong thành phố để khẳng định hắn mới là người mạnh nhất. Băng đảng của Johnny đánh đập Anna và ba người bạn của Kiệt, vì thế nên Kiệt dạy võ cho ba người bạn để họ tự vệ. Nhóm của Kiệt và băng đảng của Johnny đối đầu nhau tại tiệm thuốc của ông Đức. Kiệt và Johnny đánh nhau đến khi cảnh sát can thiệp.
Kiệt và ông Đức xảy ra tranh cãi, và Kiệt quyết định quay về Hồng Kông. Trên xe buýt ra sân bay, anh bị tấn công bởi tên sát thủ dùng súng shotgun nhưng đã giết được hắn. Mỹ cũng đuổi theo chiếc xe buýt để thổ lộ tình cảm cô dành cho Kiệt. Johnny được cảnh sát thả ra, hắn bắt Anna làm con tin rồi buộc ông Đức và ba người bạn đến gặp hắn tại một tòa nhà cao tầng.
Kiệt và Mỹ quay lại tiệm thuốc, tìm thấy lời ghi chú của ông Đức để lại. Họ nhanh chóng đến tòa nhà, nơi ông Đức đang vất vả chống trả đám đệ tử của Johnny. Kiệt thay sư phụ mình tiếp tục chiến đấu trong khi ông Đức và ba người bạn giải cứu Anna. Kiệt và Johnny có một trận đánh đầy căng thẳng. Một lát sau, cảnh sát đến bắt giữ băng đảng của Johnny, còn Johnny bị chết do rơi ra khỏi tòa nhà.
Anna đã được trở lại trường thể dục, cô cùng với các bạn lên đường đi dự thi. Kiệt ra sân bay để quay về Hồng Kông, bất ngờ gặp Mỹ trên xe buýt, Mỹ nói rằng cô sẽ đi du lịch cùng anh. Ông Đức và ba người bạn lái xe đuổi theo chiếc xe buýt, ông Đức tiết lộ rằng ông đã lấy trộm hộ chiếu của Kiệt. Kiệt thấy vậy liền trêu chọc Mỹ vì cô sẽ phải đi du lịch một mình.